# Хажитов, Содном Дариевич
Содно́м Дари́евич Хажи́тов (1953—2013) — бурятский российский актёр, театральный режиссёр, Заслуженный артист Российской Федерации (2005), Народный артист Бурятии.

## Биография
Содном Хажитов родился 19 апреля 1953 года в улусе Бортой Закаменского района Бурятской АССР.
В 1975 году окончил Дальневосточный педагогический институт искусств. В том же году поступил на службу в Бурятский академический театр драмы им. Хоца Намсараева, где вскоре стал одним из ведущих артистов.
Первый успех Хажитову пришел в роли тайши Дымбрылова в спектакле «Кнут тайши» по пьесе Хоца Намсараева. Затем были другие заметные роли, в частности Хао Ли в спектакле «Катастрофа» по пьесе Даширабдана Батожабая), Прометея («Не бросай огонь, Прометей!»), Кудимова («Старший сын»).
С 1991 по 1995 годы С. Хажитов возглавлял первый в Бурятии театр кукол «Ульгэр». В трудные кризисные годы ему удалось не только сохранить театр, но и дать толчок дальнейшему его развитию.
В 1996 году Содном Дариевич закончил Высшие режиссёрские курсы при ГИТИС.
Вернувшись в Бурдрам, поставил несколько спектаклей, например, «Плаха» по пьесе киргизского советского писателя Чингиза Айтматова, а также комедию «Толдой, сын Болдоя». При этом он продолжал играть в театре в качестве актера, в частности, в постановках «Униженные и оскорбленные» по Достоевскому, «Иркутская история» Алексея Арбузова.
За особые заслуги перед бурятским театральным искусством С. Хажитову присваивается почетное звание «Народный артист Бурятии».
В 2001 году жюри III Международного фестиваля монголоязычных театров наградило С. Хажитова высшей государственной наградой Монголии орденом Чингисхана за исполнение ролей Теб-Тенгри и Чингисхана в постановке «Чингисхане» по пьесе Б. Гаврилова.
3 апреля 2005 году Содному Хажитову присвоено почетное звание «Заслуженный артист Российской Федерации».
В 1975 году сыграл эпизодическую роль в фильме «Дерсу Узала». Незадолго до кончины сыграл одну из главных ролей в бурятском фильме «Отхончик. Последняя любовь» режиссёра Баира Дышенова, премьера которого состоялась в конце марта 2013 года.
Актер и режиссёр Содном Хажитов скончался 10 марта 2013 года.

## Театральные роли
- Униженные и оскорбленные
- Рядовые
- Похищенное счастье
- Кнут тайши
- На перепутье
- Не бросай огонь, Прометей
- Кнут тайши
- Старший сын
- Чингисхан
- Трехгрошовой опере
- Чайка
- Встретимся в той жизни

## Режиссёрские работы
- Мудрая девица Ногоодой
- Толдой, сын Болдоя
- Плаха

## Фильмография
- Дерсу Узала (1975, эпизод)
- Отхончик. Первая любовь (2013)

## Награды
- Орден Чингисхана (Монголия)
- Дипломант Международного фестиваля театров кукол в городе Киев
- Знак «Ударник коммунистического труда»
- Грамота Правительства Республики Бурятия